# 阿肯贝格人工湖

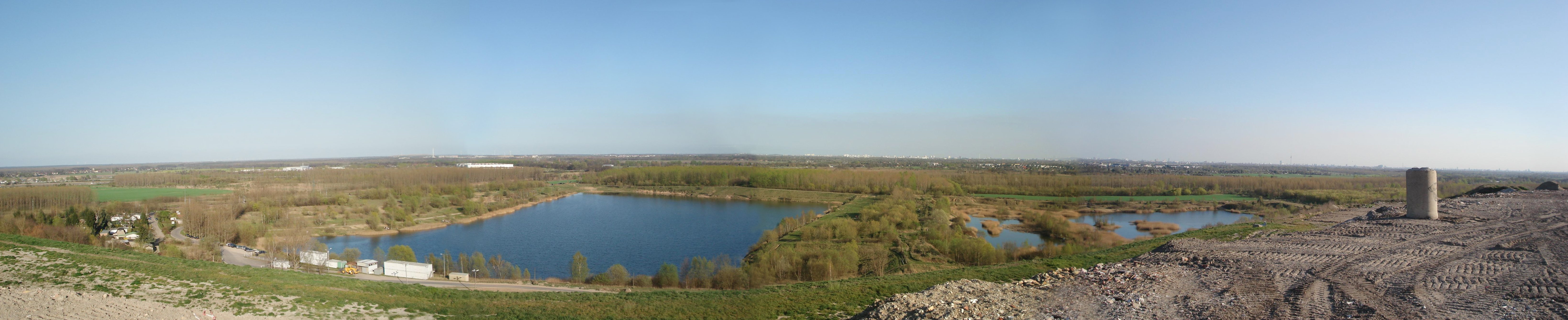

52°38′10″N 13°24′40″E / 52.63611°N 13.41111°E
阿肯貝格人工湖（德語：Arkenberger Baggersee），是德國的湖泊，位於該國首都柏林，由潘科行政區負責管轄，長0.5公里、寬0.4公里，面積0.13平方公里，平均水深3米，最大水深6米，水體容量41萬立方米，湖岸線長度1.5公里。